# Nuoto ai X Giochi panafricani
Le gare di nuoto ai X Giochi panafricani si svolsero dal 5 al 10 settembre 2011 a Maputo, in Mozambico.

## Medagliere
| #      | Nazione    | Oro | Argento | Bronzo | Totale |
| ------ | ---------- | --- | ------- | ------ | ------ |
| 1      | Sudafrica  | 33  | 23      | 18     | 74     |
| 2      | Tunisia    | 4   | 7       | 3      | 14     |
| 3      | Zimbabwe   | 4   | 6       | 1      | 11     |
| 4      | Kenya      | 3   | 4       | 4      | 11     |
| 5      | Egitto     | 1   | 0       | 1      | 2      |
| 6      | Algeria    | 0   | 3       | 9      | 12     |
| 7      | Senegal    | 0   | 1       | 1      | 2      |
| 8      | Mozambico  | 0   | 1       | 0      | 1      |
| 9      | Angola     | 0   | 0       | 3      | 3      |
| 9      | Nigeria    | 0   | 0       | 3      | 3      |
| 11     | Seychelles | 0   | 0       | 2      | 2      |
| Totale | Totale     | 45  | 45      | 45     | 135    |

## Podi

### Uomini
| Evento | Oro                                                                    | Prestazione | Argento                                                                  | Prestazione | Bronzo                                                     | Prestazione |
| Stile libero |                                                                        |             |                                                                          |             |                                                            |             |
| 50 m | Gideon Louw                                                            | 22"34       | David Dunford                                                            | 22"71       | Jason Dunford                                              | 22"87       |
| 100 m | David Dunford                                                          | 49"48       | Jason Dunford                                                            | 49"71       | Gideon Louw                                                | 49"80       |
| 200 m | Ahmed Mathlouthi                                                       | 1:48.95     | Darian Townsend                                                          | 1:49.04     | Jean Basson                                                | 1:51.06     |
| 400 m | Ahmed Mathlouthi                                                       | 3'54"03     | Riaan Schoeman                                                           | 3'58"49     | Mark Randall                                               | 3'59"82     |
| 800 m | Ahmed Mathlouthi                                                       | 8'10"00     | Mark Randall                                                             | 8'10"04     | Jasper Venter                                              | 8'21"76     |
| Dorso |                                                                        |             |                                                                          |             |                                                            |             |
| 50 m | Charl Crous                                                            | 26.06       | Jason Dunford                                                            | 26.19       | Garth Tune                                                 | 26.74       |
| 100 m | Charl Crous                                                            | 55"26       | Darren Murray                                                            | 55"96       | Mohamed Hussein                                            | 57"63       |
| 200 m | Darren Murray                                                          | 2:01.74     | Charl Crous                                                              | 2:01.88     | Taki Mrabet                                                | 2:05.19     |
| Rana |                                                                        |             |                                                                          |             |                                                            |             |
| 50 m | Cameron van der Burgh                                                  | 27.81       | Malick Fall                                                              | 28.33       | Nabil Kebbab                                               | 28.71       |
| 100 m | Cameron van der Burgh                                                  | 1:02.44     | Wassim Elloumi                                                           | 1:03.17     | Nabil Kebbab                                               | 1:03.80     |
| 200 m | Taki Mrabet                                                            | 2'16"51     | Wassim Elloumi                                                           | 2'18"58     | Sofiane Daid                                               | 2'19"74     |
| Farfalla |                                                                        |             |                                                                          |             |                                                            |             |
| 50 m | Jason Dunford                                                          | 23.57       | Neil Watson                                                              | 24.31       | Garth Tune                                                 | 24.70       |
| 100 m | Jason Dunford                                                          | 52.13       | Chad le Clos                                                             | 52.17       | Neil Watson                                                | 55.14       |
| 200 m | Chad le Clos                                                           | 1'56"37     | Jason Dunford                                                            | 2'02"52     | Pedro Pinotes                                              | 2'05"47     |
| Misti |                                                                        |             |                                                                          |             |                                                            |             |
| 200 m | Chad le Clos                                                           | 2'00"70     | Darian Townsend                                                          | 2'01"76     | Taki Mrabet                                                | 2'03"46     |
| 400 m | Chad le Clos                                                           | 4'16"88     | Taki Mrabet                                                              | 4:21.11     | Riaan Schoeman                                             | 4:25.32     |
| Staffette |                                                                        |             |                                                                          |             |                                                            |             |
| 4x100 m stile libero | Sudafrica Leith Shankland Chad le Clos Gideon Louw Darian Townsend     | 3'19"42     | Algeria Nabil Kebbab Oussama Sahnoune Jughurtha Boumalie Ryad Djendouci  | 3'26"51     | Kenya Jason Dunford David Dunford Rama Vyombo Kiptolo Boit | 3'29"84     |
| 4x200 m stile libero | Sudafrica Jasper Venter Riaan Schoeman Leith Shankland Darian Townsend | 7'33"63     | Algeria Badis Djendouci Ryad Djendouci Abdelghani Nefsi Youghorta Haddad | 7'49"59     | Kenya David Dunford Amar Shah Kiptolo Boit Jason Dunford   | 8'01"07     |
| 4x100 m misti | Sudafrica Charl Crous Darian Townsend Chad le Clos Gideon Louw         | 3'46"74     | Algeria Badis Djendouci Sofiane Daid Oussama Sahnoune Nabil Kebbab       | 3'51"09     | Kenya David Dunford Amar Shah Jason Dunford Rama Vyombo    | 3'53"55     |
| record mondiale; record mondiale stagionale; record africano; record dei Giochi; record nazionale; record personale; record personale stagionale. |                                                                        |             |                                                                          |             |                                                            |             |

### Donne
| Evento | Oro                                                                        | Prestazione | Argento                                                            | Prestazione | Bronzo                                                     | Prestazione |
| Stile libero |                                                                            |             |                                                                    |             |                                                            |             |
| 50 m | Karin Prinsloo                                                             | 25"98       | Nicole Horn                                                        | 26"73       | Suzaan van Biljon                                          | 26"75       |
| 100 m | Karin Prinsloo                                                             | 1:59.84     | Nicole Horn                                                        | 58.01       | Zeineb Khalfallah                                          | 58.11       |
| 200 m | Karin Prinsloo                                                             | 2'02"45     | Zeineb Khalfallah                                                  | 2:05.44     | Natasha De Vos                                             | 2:06.20     |
| 400 m | Roxanne Tammadge                                                           | 4:17.71     | Sarra Lejnef                                                       | 4:20.75     | Rene Warnes                                                | 4:21.68     |
| 800 m | Roxanne Tammadge                                                           | 8'54"64     | Rene Warnes                                                        | 8'59"23     | Shrone Austin                                              | 9'08"10     |
| 1500 m | Roxanne Tammadge                                                           | 17'03"22    | Melia Mghezzi                                                      | 17'21"95    | Shrone Austin                                              | 17'27"76    |
| Dorso |                                                                            |             |                                                                    |             |                                                            |             |
| 50 m | Karin Prinsloo                                                             | 29.28       | Mandy Loots                                                        | 27.76       | Amel Melih                                                 | 31"01       |
| 100 m | Kirsty Coventry                                                            | 1:00.86     | Karin Prinsloo                                                     | 1:01.46     | Amel Melik                                                 | 1:07.27     |
| 200 m | Kirsty Coventry                                                            | 2'12"40     | Mandy Loots                                                        | 2'16"68     | Natasha De Vos                                             | 2'18"18     |
| Rana |                                                                            |             |                                                                    |             |                                                            |             |
| 50 m | Suzaan van Biljon                                                          | 32.88       | Mariam Corsini                                                     | 33.74       | Racheal Tonjor                                             | 33.81       |
| 100 m | Suzaan van Biljon                                                          | 1'10"40     | Sarra Lajnef                                                       | 1'12"78     | Samantha Welch                                             | 1'15"39     |
| 200 m |                                                                            |             |                                                                    |             |                                                            |             |
| Farfalla |                                                                            |             |                                                                    |             |                                                            |             |
| 50 m | Farida Osman                                                               | 27"08       | Amanda Loots                                                       | 27"30       | Binta Zahra Diop                                           | 28"45       |
| 100 m | Amanda Loots                                                               | 59"86       | Kirsty Coventry                                                    | 1'02"20     | Bianca Meyer                                               | 1'03"14     |
| 200 m | Amanda Loots                                                               | 2'12"46     | Bianca Meyer                                                       | 2'16"66     | Sarah Hadj                                                 | 2'20"61     |
| Misti |                                                                            |             |                                                                    |             |                                                            |             |
| 200 m | Kirsty Coventry                                                            | 2'13"70     | Amanda Loots                                                       | 2'15"71     | Cathryn Meaklim                                            | 2'18"60     |
| 400 m | Kirsty Coventry                                                            | 4:44.34     | Cathryn Meaklim                                                    | 4:46.33     | Bianca Meyer                                               | 4:51.20     |
| Staffette |                                                                            |             |                                                                    |             |                                                            |             |
| 4x100 m stile libero | Sudafrica Karin Prinsloo Natasha De Vos Roxanne Tammadge Suzaan van Biljon | 3'53"93     | Zimbabwe Kirsty Coventry Samantha Welch Kirsten Lapham Nicole Horn | 3'57"81     | Algeria Fella Benaceur Malia Mghezzi Sarah Hadj Amel Melih | 4'02"84     |
| 4x200 m stile libero | Sudafrica Roxanne Tammadge Rene Warnes Karin Prinsloo Dominique Dryding    | 8'28"20     | Zimbabwe Kirsten Lapham Nicole Horn Samantha Welch Kirsty Coventry | 8'42"23     | Algeria Malia Mghezzi Fella Benaceur Amel Melih Sarah Hadj | 8'57"78     |
| 4x100 m misti | Sudafrica Karin Prinsloo Suzaan van Biljon Mandy Loots Natasha De Vos      | 4'14"00     | Zimbabwe Kirsten Lapham Samantha Welch Kirsty Coventry Nicole Horn | 4'24"01     | Algeria Amel Melih Malia Mghezzi Sarah Hadj Fella Benaceur | 4'29"29     |
| record mondiale; record mondiale stagionale; record africano; record dei Giochi; record nazionale; record personale; record personale stagionale. |                                                                            |             |                                                                    |             |                                                            |             |